# Перхино (Шекснинский район)
Перхино — деревня в Шекснинском районе Вологодской области.
Входит в состав сельского поселения Чуровского, с точки зрения административно-территориального деления — в Чуровский сельсовет.
Расстояние по автодороге до районного центра Шексны — 5 км, до центра муниципального образования Чуровского — 5 км. Ближайшие населённые пункты — Ильинское, Пестово, Старово, Сельца, Борисово.
По переписи 2002 года население — 4 человека.